# 齊尼斯 (伊利諾伊州)
齊尼斯（英語：Zenith）是位於美國伊利諾伊州韋恩縣的一個非建制地區。該地的面積和人口皆未知。

## 地理
齊尼斯的座標為38°32′35″N 88°37′21″W / 38.54306°N 88.62250°W，而該地的平均海拔高度為149米（即489英尺）。